# Demografia de Nicaragua

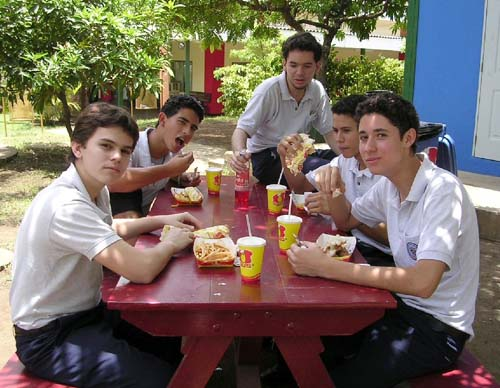
nois de Nicaragua

La composició ètnica de Nicaragua és bastant homogènia i es basa principalment en els següents grups:
Ladinos (descendents europeus o barreja de descendents d'europeus amb indígenes) que habiten les zones del Pacífic, Nord, Centre i en algunes zones del Carib, corresponen a més del 90% de la població. Nicaragua és un dels països d'Amèrica Central amb més baix component indígena igual que Costa Rica.
Grups minoritaris més o menys "purs" com ara: descendents africans (provinents en la seva majoria de Jamaica) que corresponen a prop del 8% de la població, particularment a la costa atlàntica; o miskitos que habiten principalment la Regió Autònoma Atlàntic Nord, als riberals dels principals rius com el Coco, Wawa, Prinzapolka, Bambana i Grande Matagalpa; Mayangnas que habiten en la Regió Autònoma de l'Atlàntic Nord a la zona de les mines i la Reserva de Bosawás en Jinotega, Criolls i Ramas que habiten en la Regió Autònoma Atlàntic Sud, en la zona de la ciutat de Bluefields; i descendents d'immigrants Xinesos, Jueus, Sirians i altres nacionalitats àrabs.
Geogràficament, la zona més poblada és la del Pacífic, té grans ciutats com Managua, amb més d'1 milió d'habitants, León amb més de 200.000 habitants i Chinandega, Masaya i Granada amb més de 150.000 habitants. En el Pacífic es troben les principals universitats, centres de producció, ports i aeroports. La zona Nord té ciutats amb més de 100,000 habitants com: Estelí, Matagalpa i Jinotega on existeix població d'origen europeu, en la seva majoria descendents d'immigrants espanyols i alemanys. En la zona pacífica del Sud, incloent-hi Managua, també es troba predomini de descendents europeus.

## Població
La població en Nicaragua avui en dia s'estimen més de 5 milions, On més d'un 40% té entre els 25 i 55 anys, el 4,8% té més de 65 anys i quasi el 30% té menys de 14 anys. Al voltant d'un 65% de la població esta alfabetitzada i la pobresa s'estima un 60%.

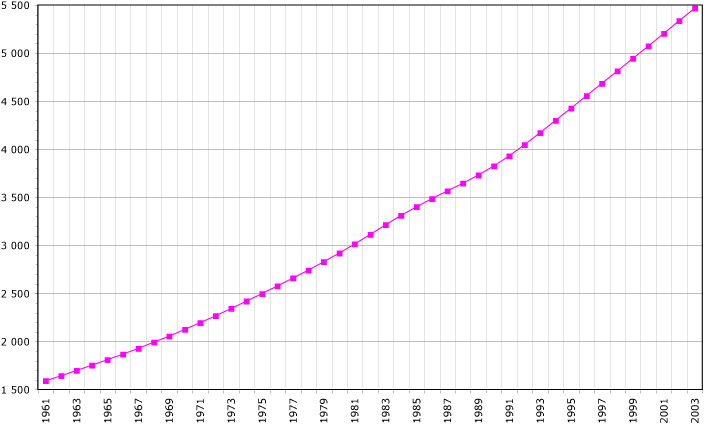
Creixement de la població de Nicaragua

## Departaments i Ciutats
S'estima que un 59% viuen en regions urbanes. Managua és la ciutat més poblada amb quasi un milió d'habitants, igual que el pacífic. El carib és la regió menys habitada.
- Managua
- Matagalpa
- Chinandega
- León
- Jinotega
- Granada
- RAAN
- RAAS
- Madriz
- Masaya
- Río San Juan
- Boaco
- Juigalpa
- Chontales
- Carazo
- Esteli

## Religió
La religió catòlica va ser inserida per la corona espanyola, durant l'època colonial va ser l'única religió permesa, a la regió Carib sempre hi va haver un petit nombre d'indis que mantenien les seves creences i costums religiosos.
Segons el cens nacional del 2005, la divisió religiosa és la següent:
| religion             | percentatge |
| -------------------- | ----------- |
| catolica             | 58,5%       |
| Evangelica           | 23,2%       |
| Testimonis de Jehovà | 0,9%        |
| altres               | 1,6%        |
| sense religió        | 15,7%       |

## Emigració
A causa dels problemes de la pobresa, inestabilitat social, la corrupció que es va originar a través de la revolució sandinista, va provocar la fugida de molts nicaragüencs, principalment entre les dècades 1970 i 1990, on el flux d'emigrants va pujar dràsticament. Anualment la taxa neta d'emigració és de 3,3% (1,000 per habitant). La principal destinació dels nicaragüencs és Costa Rica, on habiten més de 300,000 persones (la majoria de forma il·legal) sent el 75% del total d'estrangers a Costa Rica, el segueix Estats Units amb quasi 230,000 i altres comunitats a Mèxic, Canadà, Guatemala, Espanya i Veneçuela. Nicaragua és l'únic país d'Amèrica central on el principal destí d'emigració no és Estats Units.